# Les Amis de Paris–Roubaix
Les Amis de Paris–Roubaix (deutsch: die Freunde von Paris–Roubaix) ist die Bezeichnung für einen französischen Verein von Radsportanhängern mit Sitz in Roubaix, die das Kopfsteinpflaster des Radrennens Paris–Roubaix, das zu den Monumenten des Radsports gehört, erhalten, restaurieren, neue Abschnitte erschließen und für das Rennen sichern.

## Geschichte
Die Idee zu der Vereinigung geht auf eine Beobachtung von Albert Bouvet zurück, der 1968 bei der Planung des Rennens feststellte, dass immer mehr Abschnitte über die die Strecke führen sollte, nicht mehr aus dem traditionellen Kopfsteinpflaster bestanden (das das Rennen zur „Hölle des Nordens“ gemacht hatte), sondern zunehmend asphaltiert worden waren. Damals entdeckte er auf der Suche nach Alternativen mit Hilfe von Jean Stablinski die „Trouée d’Arenberg“ (deutsch: Schneise oder Wald von Arenberg) in Wallers, den bekanntesten Kopfsteinpflasterabschnitt des heutigen Rennens. 1972 fanden sich die ersten Anhänger zusammen, um Dokumentationen und Ausstellungen zu den ursprünglichen Streckenabschnitten zu erstellen. Auch die ersten Unterschriftensammlungen für den Erhalt der Straßenabschnitte wurden organisiert. 1977 wurde dann der Verein gleichen Namens auf Initiative von Jean-Claude Vallaeys (der damals Präsident des Vereins „VC de Roubaix“ war) und Albert Bouvet mit einer Satzung gegründet. Dem Verein gehören Radsportfreunde aus vielen europäischen Ländern an. Inzwischen wird der Verein von der regionalen Regierung, dem Sportministerium Frankreichs und der Amaury Sport Organisation (ASO) unterstützt. Mit dieser Unterstützung werden mit Hilfe von Freiwilligen Streckenabschnitte restauriert und ausgebessert. Der Verein unterhält in Roubaix ein Museum.

## Prominente Unterstützer
Jean-Marie Leblanc, ehemaliger Direktor der Tour de France, ist Ehrenpräsident des Vereins. John Degenkolb ist seit Ende 2018 Botschafter des Vereins und unterstützt mit vielfältigen Aktivitäten den Verein und das Nachwuchsrennen. Jean Stablinski war Förderer des Vereins.